# Orden del Direkgunabhorn
Orden del Direkgunabhorn (en tailandés: เครื่องราชอิสริยาภรณ์อันเป็นที่สรรเสริญยิ่งดิเรกคุณาภรณ์ ; rtgs: Khrueang Ratcha-itsariyaphon An Pen Thi Sansoen Ying Direkkhunaphon) es una Orden de Tailandia. Fue establecido en 1991 por el Rey Rama IX del Tailandia. Junto con la Orden de' Direkgunabhorn , es regularmente otorgado a cualquier funcionario del gobierno por los servicios prestados a Tailandia durante cinco años.

## Clases
La Orden consta de ocho clases:
| Cinta | Clase                                  | Nombre                                               | Postnominals | Fecha establecida | Orden de precedencia |
| ----- | -------------------------------------- | ---------------------------------------------------- | ------------ | ----------------- | -------------------- |
|       | Gran Cruz de Caballero (Primera Clase) | ปฐมดิเรกคุณาภรณ์ (rtgs: Pathom Tirekgunabhorn)          | GCPh         | 1991              | 12                   |
|       | Caballero Comendador (Segunda Clase)   | ทุติยดิเรกคุณาภรณ์ (rtgs: Dutiya Tirekgunabhorn)          | KCPh         | 1991              | 17                   |
|       | Comendador (Tercera Clase)             | ตติยดิเรกคุณาภรณ์ (rtgs: Tatiya Tirekgunabhorn)          | CPh          | 1991              | 25                   |
|       | Compañero (Cuarta Clase)               | จตุตถดิเรกคุณาภรณ์ (rtgs: Chatuttha Tirekgunabhorn)      | OPh          | 1991              | 30                   |
|       | Miembro (Quinta Clase)                 | เบญจมดิเรกคุณาภรณ์ (rtgs: Benchama Tirekgunabhorn)      | MPh          | 1991              | 34                   |
|       | Medalla de oro (Sexta Clase)           | เหรียญทองดิเรกคุณาภรณ์ (rtgs: Rian Thong Tirekgunabhorn) | G.M.Ph.      | 1991              | 54                   |
|       | Medalla de plata (Séptima Clase)       | เหรียญเงินดิเรกคุณาภรณ์ (rtgs: Rian Ngoen Tirekgunabhorn) | S.M.Ph.      | 1991              | 57                   |

## Condecorados
- Anwar Chowdhry
- Hernando de Soto Polar
- Galyani Vadhana
- Ariya Jutanugarn
- Pornthip Rojanasunand
- Thaksin Shinawatra
- Eiji Toyoda
- 188 personas involucradas en el Rescate de la cueva Tham Luang (114 extranjeros y 74 tailandeses)[4]